# Afghanfuchs
Der Afghanfuchs (Vulpes cana) oder Königfuchs (Persisch: شاه‌روباه DMG Šāhrūbāh) ist eine Raubtierart der Echten Füchse (Vulpini) innerhalb der Hunde (Canidae). Er ist in Zentralasien und Teilen der Arabischen Halbinsel beheimatet und zählt neben dem Fennek zu den kleinsten Vertretern dieser Gruppe. Er lebt in trockenen Gebirgsregionen bis in 2000 Meter Höhe sowie in Wüsten- und Steppengebieten. Der Fuchs ernährt sich vor allem von Insekten und nutzt darüber hinaus zu einem großen Anteil Früchte und andere pflanzliche Nahrungsquellen.
Gesicherte Angaben zur Bestandsgröße oder zur Bestandsentwicklung gibt es nicht. Der Afghanfuchs wird jedoch aufgrund des großen Verbreitungsgebietes und der derzeit fehlenden ernsthaften Gefährdungen von der International Union for Conservation of Nature and Natural Resources (IUCN) als „nicht gefährdet“ (least concern) eingestuft.

## Merkmale

### Allgemeine Merkmale
Afghanfüchse erreichen nach Geffen et al. 1994 in iranisch-afghanischen Regionen sowie in Oman eine Kopf-Rumpf-Länge von 40 bis 50 Zentimetern, Sillero-Zubiri 2009 gibt eine Kopf-Rumpf-Länge für den Fuchs von 38,5 bis 80 Zentimeter bei den Männchen und 38,5 bis 76,5 Zentimeter bei den Weibchen an. Nach Geffen et al. 2004 sind die Füchse in den Vereinigten Arabischen Emiraten mit einer durchschnittlichen Kopf-Rumpf-Länge von 74,4 Zentimetern bei den Männchen und 71,1 Zentimetern bei den Weibchen deutlich größer als die Individuen in Israel. Die Länge des Schwanzes beträgt nach Sillero-Zubiri 2009 bei den Männchen 26 bis 35,5 Zentimeter und bei den Weibchen 29 bis 35 Zentimeter, nach Geffen 1994 33 bis 41 Zentimeter. Die Tiere wiegen etwa ein Kilogramm, wobei eine Spanne von rund 0,8 bis 1,5 Kilogramm besteht. Ein Sexualdimorphismus ist bei dieser Art nicht stark ausgeprägt, die Männchen sind in der Regel nur etwa 3 bis 6 % größer.
Afghanfüchse haben ein weiches, an der Oberseite graubraun gefärbtes Fell mit einer schwarzen Rückenlinie, die von den Schultern bis über den Schwanz reicht, die Bauchseite ist weiß bis gelblich-weiß. Das Winterfell ist sehr weich und dicht mit einer dunklen Unterwolle und weist im Gegensatz zum Sommerfell eine weiße Sprenkelung auf; es dient gemeinsam mit einer etwas dickeren Fettschicht zur Wärmeisolation im kalten und trockenen Winter. Der Schwanz ist nahezu gleich lang wie der Körper und sehr buschig. Er gleicht in seiner Färbung dem Rückenfell und besitzt nahe der Basis einen schwarzen Fleck, der die Violdrüse markiert, sowie in der Regel eine schwarze – seltener eine weiße – Spitze. Die Füße sind vorderseitig blass gelblich-weiß und rückseitig dunkelgrau; die schwarzen Fußballen sind im Gegensatz zu denen anderer Füchse der Region unbehaart, und die Krallen sind katzenartig gekrümmt.
Das Gesicht des Fuchses ist sehr schmal mit einer spitz zulaufenden Schnauze. Es ist graubraun-orange und besitzt eine charakteristische schwarze Zeichnung von den vorderen Augenwinkeln bis zur Oberlippe. Die Iris ist sehr dunkel und setzt sich nur leicht von der Pupille ab. Die Ohren sind mit 6,5 bis 7,0 Zentimetern Länge etwas kürzer als die des Fennek, sie sind jedoch wie beim Fennek im Verhältnis zur Kopfform sehr prominent. Die Ohren sind blassbraun mit langen weißen Haaren am Rand.

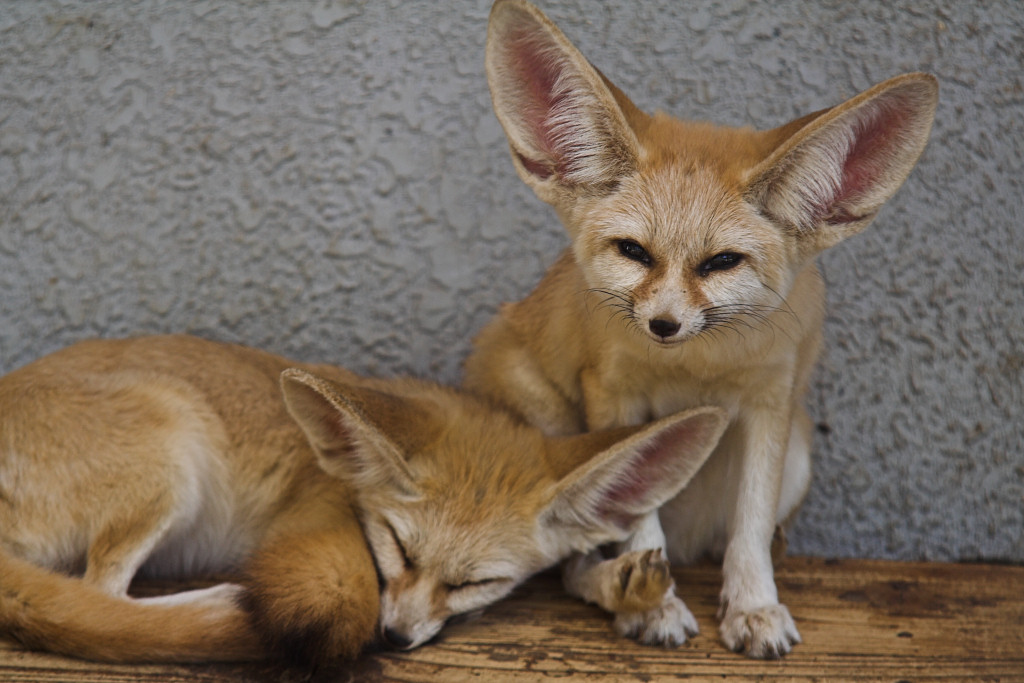
Der Fennek ist der nächste Verwandte des Afghanfuchses und ähnelt diesem am ehesten.

In Größe und Aussehen ähnelt der Afghanfuchs somit vor allem dem nahe verwandten Fennek (Vulpes zerda). Von den anderen Füchsen der arabischen Wüstenregionen unterscheidet sich der Afghanfuchs vor allem durch seinen langen und buschigen Schwanz, der im Verhältnis zur Gesamtlänge bei dieser Art deutlich länger ist als beim Rüppellfuchs (Vulpes rueppelli; um 6,8 % länger), beim Rotfuchs (Vulpes vulpes; um 9,8 % länger) und vor allem beim Fennek (um 22,5 % länger). Die Länge der Hinterbeine ist dagegen verglichen mit denen der anderen Arten in Relation zur Körperlänge kürzer, und die relative Ohrlänge liegt zwischen der des Rotfuchses und der Ohrlänge der anderen Arten.

### Schädel- und Skelettmerkmale
| 3 | · | 1 | · | 4 | · | 2 | = 42 |
| 3 | · | 1 | · | 4 | · | 3 | = 42 |

Der Schädel hat eine Basallänge von etwa 94 Millimetern sowie eine maximale Breite im Bereich der Jochbögen von etwa 49 Millimetern. Im Bereich des Hirnschädels ist er etwa 35 Millimeter breit. Der Schädel ist damit etwas größer als der des Fenneks und kleiner als der des Rüppellfuchses, im Vergleich zu beiden ist die Schnauze jedoch deutlich schmaler, mit langen und schmalen Nasenbeinen. Auch der Hirnschädel ist vergleichsweise schmal und besitzt nur einen wenig ausgeprägten Kamm. Die Paukenblase ist ebenfalls etwas kleiner als die des Rüppellfuchses.
Die Zahnreihe im Oberkiefer ist etwa 41 Millimeter und im Unterkiefer etwa 45 Millimeter lang. Der Fuchs besitzt pro Oberkieferhälfte drei Schneidezähne (Incisivi), einen Eckzahn (Caninus), vier Vorbackenzähne (Praemolares) sowie zwei Backenzähne (Molares) und pro Unterkieferhälfte drei Schneidezähne, einen Eckzahn, vier Vorbackenzähne und drei Backenzähne. Insgesamt besitzen die Tiere somit 42 Zähne.
Der Penisknochen (Baculum) des Afghanfuchses entspricht mit einer Länge von etwa 41,5 Millimeter dem des Rüppellfuchses, ist jedoch etwas breiter und weist eine vergrößerte Spitze auf.

## Verbreitung und Lebensraum

Verbreitung des Afghanfuchses; rot eingezeichnet sind Gebiete mit nachgewiesenem Vorkommen und hellrote Gebiete kennzeichnen Regionen, in denen er noch vorkommen könnte

Bis in die 1980er Jahre glaubte man, dass der Afghanfuchs nur in Zentralasien vorkommt, wo er in Afghanistan, Nordostiran, Turkmenistan und Belutschistan verbreitet ist. 1981 wurde die Art in Israel entdeckt, wo sie in den südlichen Landesteilen relativ häufig ist. Auch auf der Sinai-Halbinsel in Ägypten, Oman, Saudi-Arabien, Jordanien, dem Jemen und den Vereinigten Arabischen Emiraten wurden weitere Vorkommen entdeckt, sodass sich sein Verbreitungsgebiet – wenn auch zerstückelt – auch über große Teile der Arabischen Halbinsel erstreckt. Im Irak wurde der Afghanfuchs erst im Oktober 2020 mit Hilfe einer Kamerafalle nachgewiesen.
Sein Lebensraum sind trockene, zerklüftete Gebirgsregionen bis in 2000 Meter Höhe, manchmal ist er auch in Wüsten und Steppen zu finden. Im Nahen Osten sind die Füchse auf bergige Wüstenbereiche beschränkt und bewohnen steile, felsige Hänge, Schluchten und Klippen. In Israel nutzen die Füchse vor allem ausgetrocknete Bach- und Flussläufe als Lebensraum.

## Lebensweise
Die Kenntnisse über die Lebensweise des Afghanfuchses sind sehr beschränkt und stammen vor allem aus Forschungsprojekten in Israel. Über Unterschiede und Eigenheiten der Tiere in den zentralasiatischen Verbreitungsgebieten liegen dagegen kaum Daten vor.
Afghanfüchse bewohnen ein Revier von durchschnittlich 1,6 Quadratkilometern Größe, das von einem monogamen Paar bewohnt wird und sich nur an den Rändern mit Territorien anderer Tiere überlappt. In etwa drei von fünf Revieren lebt ein zweites Weibchen aus dem Wurf des Vorjahrs und wird von den Revierinhabern geduldet. Die Tiere sind strikt nachtaktiv und weichen damit den tagsüber jagenden Greifvögeln aus, tagsüber schlafen sie in Höhlen oder Felsspalten. Die Aktivität beginnt in der Regel direkt nach dem Sonnenuntergang und dauert etwa 8 bis 9 Stunden; in dieser Zeitspanne legen sie zur Nahrungssuche sieben bis elf Kilometer in einem Bereich von durchschnittlich 1,1 Quadratkilometern Größe zurück. Die Füchse sind dabei in der Regel allein und nur selten in Paaren unterwegs. Ein signifikanter Unterschied im Verhalten von Männchen und Weibchen oder saisonale Unterschiede konnten bislang nicht beobachtet werden. Anders als die meisten anderen Füchse können Afghanfüchse in felsigen Gegenden klettern und überwinden auch größere Abstände durch weite und bis über drei Meter hohe Sprünge. Den vergleichsweise langen Schwanz nutzen die Tiere dabei wahrscheinlich zur Balance, und die nackten Fußballen sowie die katzenartig gekrümmten Krallen geben ihnen Halt auf der Felsoberfläche.
Die Baue der Füchse bestehen in der Regel aus natürlichen Höhlen und Steinhaufen in felsigen Berghängen, die Tiere graben keine eigenen Baue. Sie werden vor allem im Frühjahr zur Aufzucht der Jungtiere genutzt, im restlichen Jahr dienen sie tagsüber als Versteck und Ruheplatz. Während die Paare im Winter und Frühjahr ihre Baue häufig gemeinsam nutzen, können sie im Sommer und Herbst unabhängig voneinander mehrere Unterschlüpfe nutzen und wechseln diese auch häufiger.

### Ernährung
Afghanfüchse sind in stärkerem Ausmaß Pflanzenfresser als die meisten anderen Füchse. Zu ihrer Nahrung zählen vorwiegend Insekten wie Käfer, Heuschrecken, Ameisen und Termiten sowie verschiedene Früchte und andere Pflanzenteile. Zu letzteren gehören vor allem Kapern des Echten Kapernstrauchs (Capparis spinosa) und Capparis cartilaginea, Früchte wie Weintrauben, Datteln der Echten Dattelpalme (Phoenix dactylifera) und Melonen sowie Pflanzenmaterial von Ochradenus baccatus, Fagonia mollis und verschiedener Süßgräser. Nur selten verzehren sie auch kleine Wirbeltiere; entsprechende Überreste konnten bei Kotuntersuchungen nur in etwa 10 % aller Proben nachgewiesen werden.
Die Nahrungssuche erfolgt in der Regel einzeln, seltener als Paar. Bei Beobachtungen waren die Tiere in 92 % aller Fälle allein auf Nahrungssuche. Beutejagd und Nahrungssuche bestehen vor allem darin, dass die Füchse ihre Beute zumeist zwischen und unter Steinen suchen und gelegentlich auch graben. Bei schnelleren oder fliegenden Beutetieren kommt es zu kurzen Sprüngen oder Sprints. Afghanfüchse beziehen ihren Flüssigkeitsbedarf aus der Nahrung und müssen kein Wasser trinken, daher ist ihr Lebensraum nicht abhängig von oberflächlich zugänglichen Wasservorkommen.

### Fortpflanzung und Entwicklung
Afghanfüchse leben in monogamen Paaren zusammen. Die Weibchen sind nur einmal im Jahr fruchtbar, in Israel im Januar bis Februar. Die Paarungen erfolgen entsprechend in der Zeit von Dezember bis Februar. Nach einer Tragzeit von 50 bis 60 Tagen bringt das Weibchen ein bis drei Jungtiere zur Welt. Die Jungtiere besitzen ein weiches, schwarzes Fell und haben ein Geburtsgewicht von etwa 30 Gramm. Die Weibchen besitzen während der Jungenaufzucht zwei bis sechs laktierende Zitzen und stillen die Jungtiere über 30 bis 45 Tage, bevor sie entwöhnt werden. Bis zu diesem Zeitpunkt erhalten sie keine zusätzliche Nahrung und sind allein von der Muttermilch abhängig. Nach etwa zwei Monaten gehen die Jungtiere gemeinsam mit einem Elterntier auf die Nahrungssuche, einen Monat später erfolgt dies allein. Nach etwa drei bis vier Monaten erreichen sie ihr Maximalgewicht als Subadulte von 700 bis 900 Gramm; erst mit der Geschlechtsreife nach 8 bis 12 Monaten nehmen sie weiter zu. Im Herbst ihres ersten Lebensjahres verlassen die meisten Jungfüchse die Eltern.
Die durchschnittliche Lebenserwartung der Afghanfüchse liegt bei vier bis fünf Jahren, wobei einzelne Tiere in Gefangenschaft bis sechs Jahre alt wurden.

### Fressfeinde und Parasiten
Die Hauptursachen für den Tod von Afghanfüchsen stellten einer Studie aus Israel zufolge vor allem das Alter und die Tollwut dar. Tötungen durch andere Tiere sind dagegen laut dieser Studie auf einen Fall beschränkt, bei dem ein Afghanfuchs von einem Rotfuchs getötet wurde. Zu den potenziellen Fressfeinden gehören neben dem Rotfuchs gleichwohl der Leopard (Panthera pardus), der Uhu (Bubo bubo) sowie Greifvögel wie der Steinadler (Aquila chrysaetos) und der Habichtsadler (Hieraaetus fasciatus).
Über Parasitenbefall abseits von Tollwutinfektionen liegen beim Afghanfuchs nur wenige Daten vor. Vor allem Füchse in schlechter Verfassung sind häufig von vielen Zecken befallen.

## Evolution und Systematik
Für den Afghanfuchs gibt es keinen nennenswerten Fossilbefund, entsprechend können keine auf Fossilfunde basierende Aussagen zur Artentwicklung oder zu den ursprünglichen Verbreitungsgebieten getroffen werden. Nach genetischen Analysen trennten sich die Ahnen des Afghanfuchses und die des Fenneks vor etwa 3 bis 4,5 Millionen Jahren im Pliozän, wobei diese Trennung wahrscheinlich mit der Bildung von Wüstengebieten im Mittleren Osten und in Nordafrika einherging. Die ältesten Fossilfunde des Fenneks stammen aus dem Spätpleistozän.
Die wissenschaftliche Erstbeschreibung des Afghanfuchses als Vulpes canus stammt von William Thomas Blanford aus dem Jahr 1877, weshalb er auch unter dem englischen Namen „Blanford’s Fox“ bekannt ist. Blanford ordnete ihn damit in die Gattung Vulpes ein. Die Erstbeschreibung erfolgte auf der Basis eines Individuums aus Belutschistan im heutigen Pakistan. Der Artname „canus“ wurde von Blanford aufgrund der grauen Farbe des Fuchses gewählt, da dies die lateinische Bezeichnung der Farbe Grau ist.
Der Afghanfuchs wird heute gemeinsam mit elf weiteren Arten in die Gattung Vulpes gestellt. Auf der Basis von morphologischen und molekularbiologischen Daten wurde er von Binninda-Emonds und Kollegen 1999 als Schwesterart des Fennek (Vulpes zerda) eingeordnet. Gemeinsam bilden beide Arten die Schwestergruppe einer größeren Klade, die die abgeleiteteren Arten der Gattung Vulpes versammelt. Diese Position wurde auch von Lindblad-Toh et al. 2005 bestätigt, die eine umfassende phylogenetische Analyse der Hunde vornahmen.
Neben der Nominatform werden keine Unterarten unterschieden.

## Bedrohung und Schutz

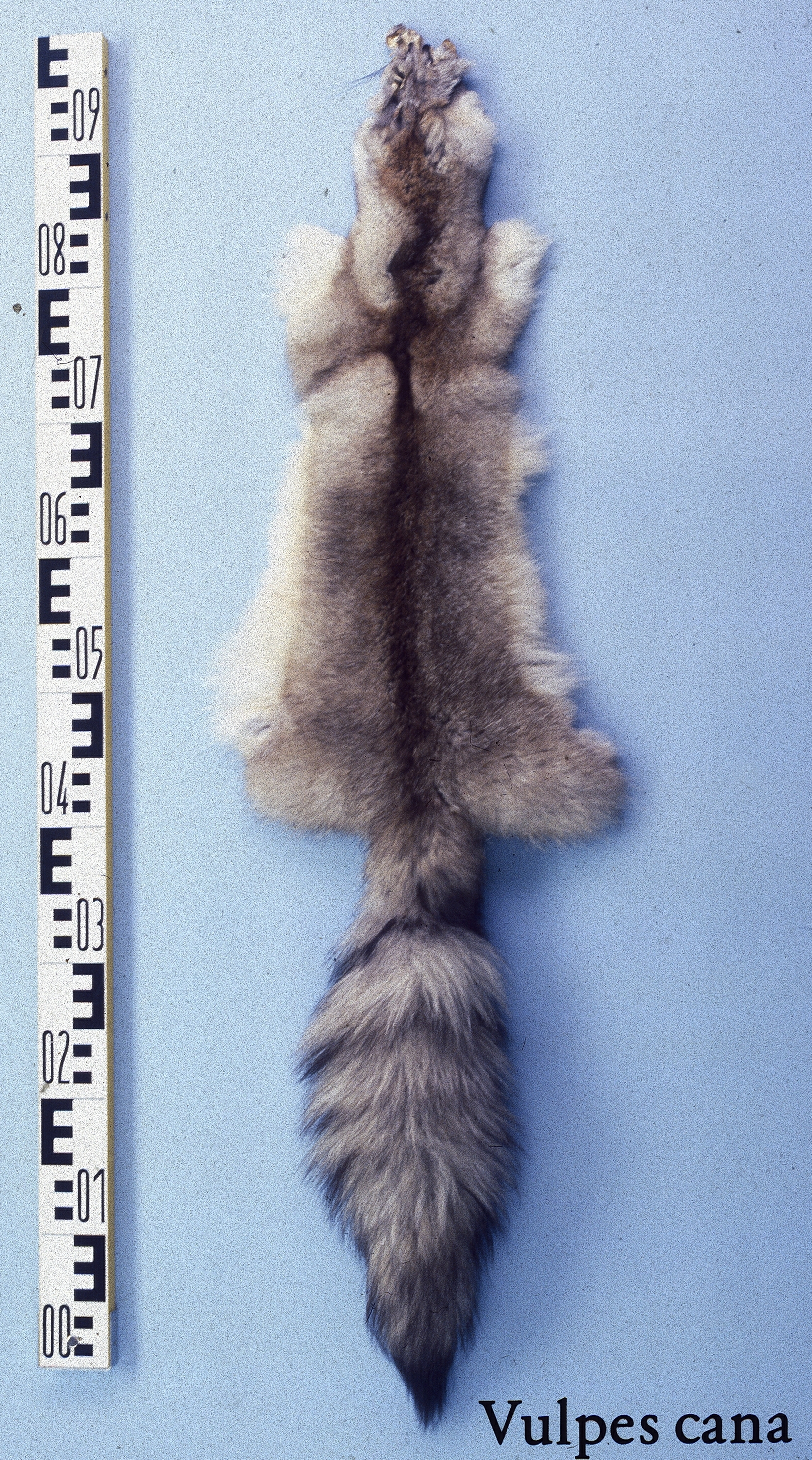
Pelz des Afghanfuchses

Die Jagd auf den Afghanfuchs und der Handel mit seinen Fellen wurden in früheren Jahren intensiv durchgeführt; heute ist beides weitgehend auf Afghanistan beschränkt. Verglichen mit anderen Füchsen werden Afghanfüchse jedoch seltener bejagt, und nur wenige Felle gelangen in den Handel. So wurden in den Jahren 1983 und 1985 bis 1986 keine Felle exportiert, für 1980 und 1982 wird der Export mit sieben Stück angegeben. 1981 wurden rund 30 Felle aus Afghanistan exportiert, für 1984 liegt eine Exportzahl von 519 Stück aus Kanada vor. Der internationale Handel ist heute über das Washingtoner Artenschutzübereinkommen verboten, bei dem der Afghanfuchs im Anhang II gelistet ist. In einigen Gebieten des Verbreitungsgebietes kommt es zu Tötungen durch Giftköder, die für andere Raubtiere wie Hyänen oder Wölfe ausgelegt werden.
Die Bestandsgröße des Afghanfuchses ist unklar, nur für Israel existieren Abschätzungen für Populationsdichten in einzelnen Regionen. So wird im Bereich von En Gedi eine Bestandsdichte von 2 Tieren pro Quadratkilometer und für Eilat von 0,5 Tieren pro Quadratkilometer angenommen. In anderen Teilen des arabischen und zentralasiatischen Verbreitungsgebiets wird der Bestand als lokal stabil eingeschätzt. Bestandsgefährdende Bedrohungen für die Art sind nicht vorhanden. Lokal kann es jedoch zu Bedrohungen durch Lebensraumveränderungen und Siedlungen kommen, etwa in Israel im Bereich des Westjordanlandes und am Toten Meer sowie in den Vereinigten Arabischen Emiraten.
Die International Union for Conservation of Nature and Natural Resources (IUCN) stuft die Art als „nicht gefährdet“ (least concern) ein, da eine akute Bedrohung für die Bestände nicht angenommen wird. Bis 2008 wurde sie dagegen aufgrund der fortschreitenden Verknappung ihres Lebensraums als „gefährdet“ (vulnerable) eingestuft. Die Änderung des Status wurde damit begründet, dass der Afghanfuchs nach neuerer Erkenntnis ein vergleichsweise großes Verbreitungsgebiet hat und vor allem in den Bergregionen regional sehr häufig vorkommt. In Israel ist der Afghanfuchs völlig geschützt, und seine Lebensräume liegen weitgehend in Naturschutzgebieten. In Oman und Jordanien gilt ein Jagdverbot, in anderen Staaten gibt es hingegen keine Reglementierungen.

## Belege
1. 1 2 3 4 5 6 7 8 9 10 11 12 13 14 15 16 17 18 19 20 21  
Eli Geffen: Vulpes cana (Carnivora: Canidae). In: Mammalian Species. Band 462, 1994, S. 1–4 (Volltext [PDF; 525 kB]).
2. 1 2 3 4 5 6 7 8 9 10 11  
Claudio Sillero-Zubiri: Blanford's Fox Vulpes cana. In: Don E. Wilson, Russell A. Mittermeier (Hrsg.): Handbook of the Mammals of the World. Volume 1: Carnivores. Lynx Edicions, Barcelona 2009, S. 445, ISBN 978-84-96553-49-1.
3. 1 2 3 4 5 6 7 8 9  
E. Geffen, R. Hefner and P. Wright: Blanford’s fox - Vulpes cana Blanford, 1877. In: Claudio Sillero-Zubiri, Michael Hoffman, David W. MacDonald: Canids: Foxes, Wolves, Jackals and Dogs – 2004 Status Survey and Conservation Action Plan. IUCN/SSC Canid Specialist Group 2004, ISBN 2-8317-0786-2: S. 194–198 Online (Memento vom 23. April 2013 im Internet Archive) (PDF; 1,6 MB)
4. 1 2 3 4 5 6 7 8 9 10 11  
Vulpes cana in der Roten Liste gefährdeter Arten der IUCN 2012.2. Eingestellt von: E. Geffen, R. Hefner, P. Wright, 2004. Abgerufen am 28. März 2013.
5. ↑  
Soran A. Ahmed, Omar F. Al-Sheikhly: First record of Blanford’s Fox Vulpes cana (Blanford, 1877) from Iraq. Mammalia 85 (5), 2021. doi:10.1515/mammalia-2020-0166
6. 1 2  
O.R.P. Binninda-Emonds, J.L. Gittleman, A. Purvis: Building large trees by combining phylogenetic information: a complete phylogeny of the extant carnovora (Mammalia). Biological Reviews of the Cambridge Philosophical Society 74, 1999; S. 143–175.
7. 1 2  Serge Larivière: Vulpes zerda (Carnivora: Canidae). In: Mammalian Species. Band 714, 2002, S. 1–5 (Volltext [PDF; 525 kB]).
8. 1 2  
William Thomas Blanford: Notes on two species of asiatic bears, the „Mamh“ of Belúchistán and Ursus pruinosus, Blyth, of Tibet, and on an apparently undescribed fox from Belúchistán. Journal of the Asiatic Society of Bengal. Part II - Physical Science 46, 1877; S. 315–322. (Digitalisat)
9. 1 2  
Don E. Wilson & DeeAnn M. Reeder (Hrsg.): Vulpes cana in Mammal Species of the World. A Taxonomic and Geographic Reference (3rd ed).
10. ↑  
Kerstin Lindblad-Toh et al.: Genome sequence, comparative analysis and haplotype structure of the domestic dog. Nature 438, Dezember 2005; Seite 803–819. (Abstract).